# Mesa per a la Unitat dels Comunistes
La Mesa per a la Unitat dels Comunistes va ser el nom amb què es va presentar a les eleccions generals espanyoles de 1986 i a les eleccions al Parlament d'Andalusia de 1986 el Partit dels Treballadors d'Espanya-Unitat Comunista, liderat per Santiago Carrillo.
Va aconseguir 229.695 vots (l'1,1%) a Espanya i 50.886 vots (l'1,2%) a Andalusia, raó per la qual no va obtenir representació parlamentària.
Al País Basc es va presentar amb la denominació oficial de la federació del PCE, Partit Comunista d'Euskadi-Euskadiko Partidu Komunista (PCE-EPK), tornant a presentar-se d'aquesta forma a les eleccions al Parlament Basc d'aquest mateix any.